# Stelling Kornwerderzand
De Stelling Kornwerderzand was een verdedigingslinie op de Afsluitdijk bij Kornwerderzand in de provincie Friesland ten tijde van de Duitse aanval op Nederland in 1940.

## Aanleiding en plannen
Op 14 juni 1918 werd het plan van de Minister van Waterstaat Cornelis Lely, om de Zuiderzee af te sluiten aangenomen. Met de bouw van de Afsluitdijk werd echter de Vesting Holland en de marinebasis in Den Helder kwetsbaar voor een buitenlandse aanval over land vanuit het oosten. Verder moest voorkomen worden dat de invaller de Lorentz-, en Stevin spuisluizen in handen zou krijgen. Deze sluizencomplexen speelden een belangrijke rol bij het inunderen van de Nieuwe Hollandse Waterlinie. Door deze te openen zou het waterpeil van het IJsselmeer zakken waardoor de geïnundeerde terreinen weer droog zouden komen te staan. Om een aanval te stoppen werden drie defensieve werken aangelegd: de Wonsstelling direct ten oosten van de Afsluitdijk, een stelling op de Afsluitdijk bij Kornwerderzand en tot slot een stelling bij de sluizen van Den Oever.

## De kazematten
Na de ingebruikname van de Lorentzsluizen in 1932 werd in 1932-1933 de stelling gebouwd. In plaats van één groot en daardoor kwetsbaar verdedigingswerk, werd gekozen voor de gespreide opstellingen van diverse kleine verdedigingswerken. De kazematten werden gemaakt van gewapend beton aangevuld met pantserstaal op de meest kwetsbare plekken. De kazematten moesten bestand zijn tegen een intensieve beschieting van geschut opgesteld op diverse plaatsen langs de Friese kust.
Oorspronkelijk voorzag deze in zestien kazematten. Er waren negen kazematten voor mitrailleurs, twee voor kanonnen, twee voor luchtverdediging, een kazemat met een commandopost, een kazemat met zoeklicht en drie kleine aggregaat-kazematten. In 1934 werd er een 17e kazemat (zoeklicht en aggregaat) toegevoegd. De bovenkant van de kazematten was ongeveer drie meter dik. De stelling bestond uit twee kazematlinies. De 1e linie lag ten oosten van de spuisluizen en de 2e linie ten westen daarvan. Voor een beter schootsveld werden er huizen in Kornwerderzand vernield. Vanuit de 2e linie kon ook het westen onder vuur worden genomen in geval vijandelijke troepen op de Afsluitdijk zouden landen die de stelling in de rug zouden aanvallen.
| Stelling Kornwerderzand - I Mitrailleurkazemat - II Kanonkazemat - III Aggregaatkazemat - IV Commandokazemat - V Mitrailleurkazemat - VI Kanonkazemat - VII Zoeklichtkazemat - VIII Mitrailleurkazemat - IX Mitrailleurkazemat - X Mitrailleurkazemat - XI Mitrailleurkazemat - XII Mitrailleurkazemat - XIII Mitrailleurkazemat - XIV Luchtdoel remise - XV Luchtdoel remise - XVI Mitrailleurkazemat - XVII Aggregaatkazemat |

Tegen luchtaanvallen waren er remises waar luchtdoelmitrailleurs werden opgesteld. De mitrailleurs ontbraken op het moment van de Duitse inval. Op 12 mei 1940 zat er tussen de terugtrekkende Nederlandse troepen een eenheid luchtdoelartillerie met 2 cm-kanonnen en mitrailleurs. Deze eenheid werd bij aankomst op de Stelling opgesteld.

## Aanval in mei 1940
De commandant van de Stelling Kornwerderzand was kapitein Christiaan Boers. Hij stond onder commando van de Stelling Den Helder. Het detachement bestond uit 7 officieren, 25 onderofficieren en 193 manschappen. Op 12 en 13 mei waren er luchtaanvallen van Duitse jachtvliegtuigen (Messerschmitt Bf 109). Assistentie was er van de kanonneerboot Johan Maurits van Nassau. De draaibrug in de Afsluitdijk werd opgeblazen. Op 12 mei was de Wonsstelling ingenomen door de Duitsers. In de Slag om de Afsluitdijk hield Kornwerderzand stand.

## Onderdeel IJssellinie

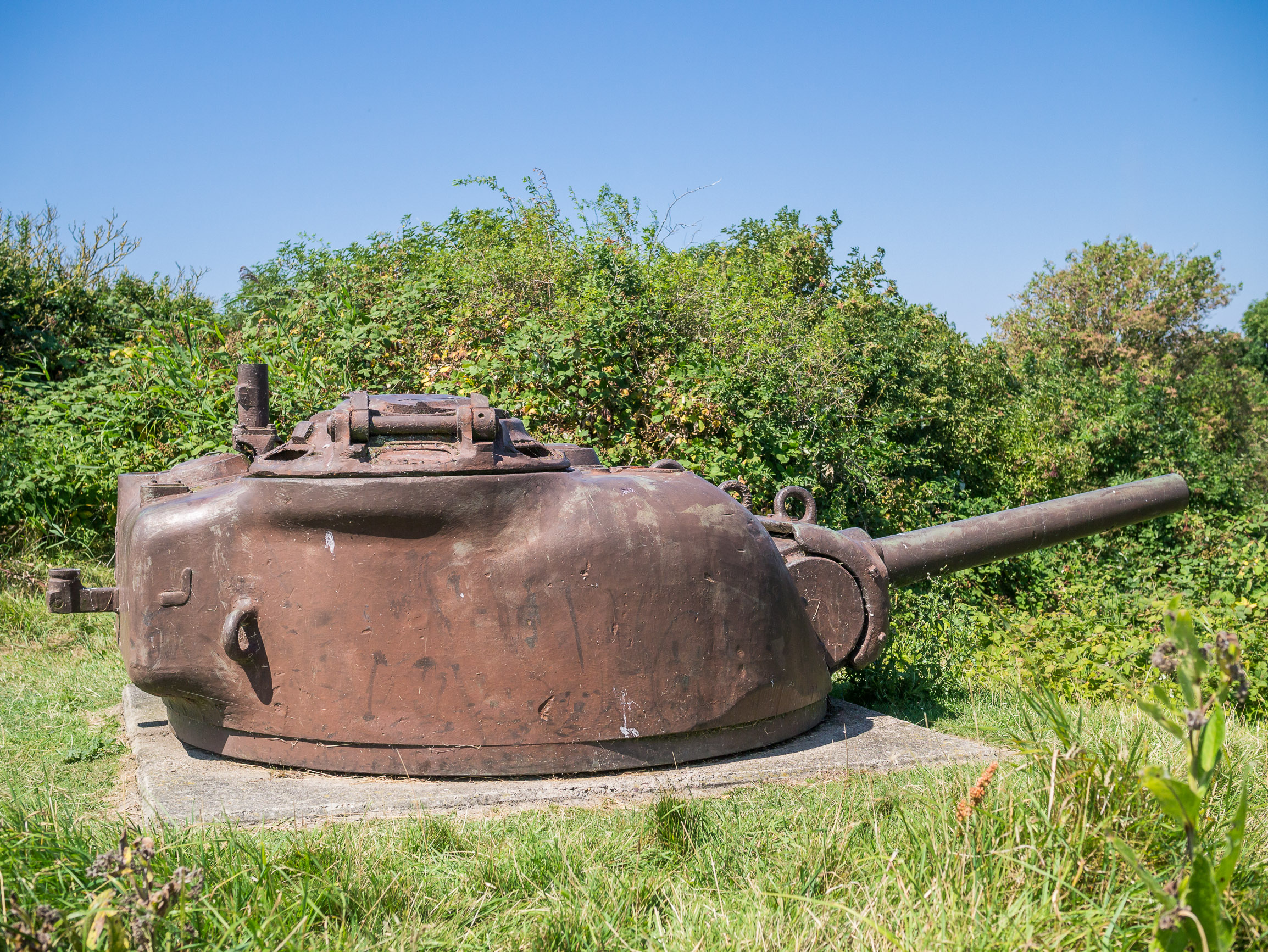
Naoorlogse versterking van de Stelling

Na de Tweede Wereldoorlog bleef de stelling in gebruik en maakte onderdeel uit van de IJssellinie. Controle over de spuisluizen en daarmee de waterstand in het IJsselmeer bleef van essentieel belang om het noordelijke deel van de linie te inunderen. Om aanvallen met vijandelijke tanks af te slaan werden bij de stelling twee Sherman tanks in een uitgegraven stelling geplaatst. De motoren werden verwijderd en het geheel werd in beton gegoten. In 1964 werd de linie opgeheven, en daarmee ook de Stelling Kornwerderzand, toen de verdedigingslinie naar het oosten werd verschoven.

## Gedenktekens
In Kornwerderzand bevinden zich vier oorlogsmonumenten:
- Monument voor kapitein Boers en luitenant Ham (1 mei 1946).
- Monument voor de slachtoffers in en om de Wonsstelling.
- Monument voor de gevallenen aan boord van kanonneerboot Johan Maurits van Nassau.
- Gedenkplaat voor kapitein Boers op het viaduct van Kornwerderzand (28 mei 2005).

## Afbeeldingen kazematten

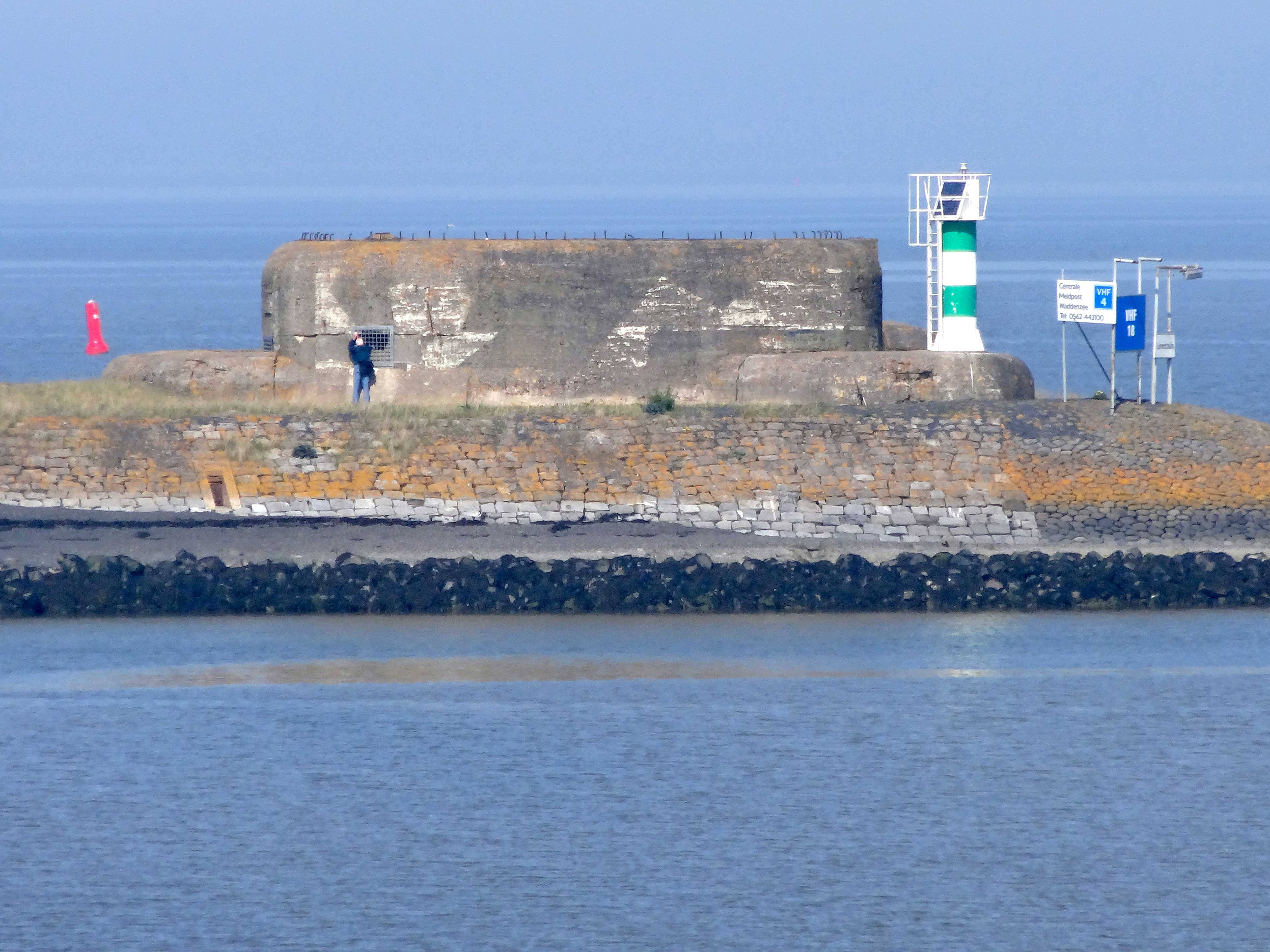
Kazemat I
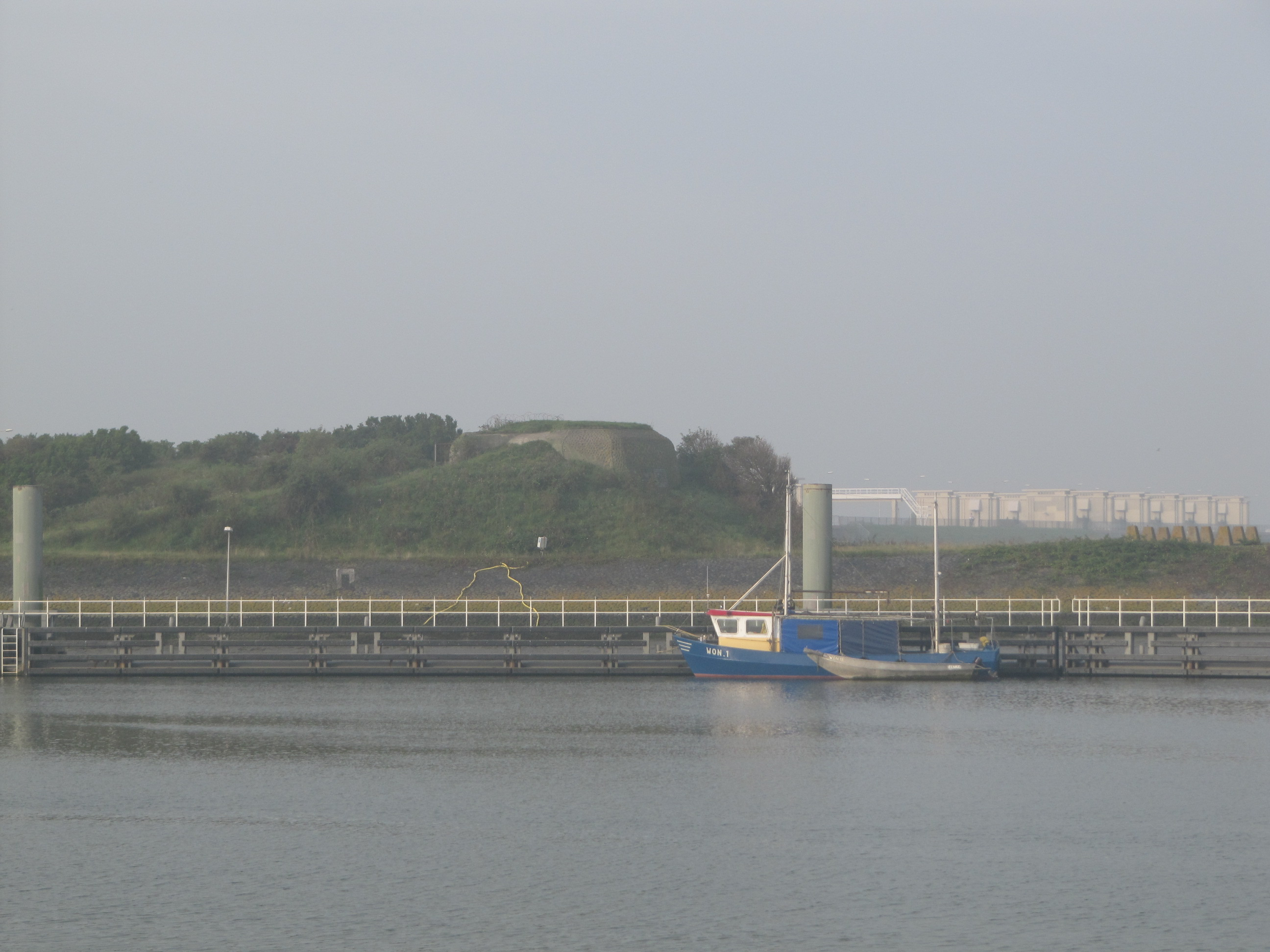
Kazemat II
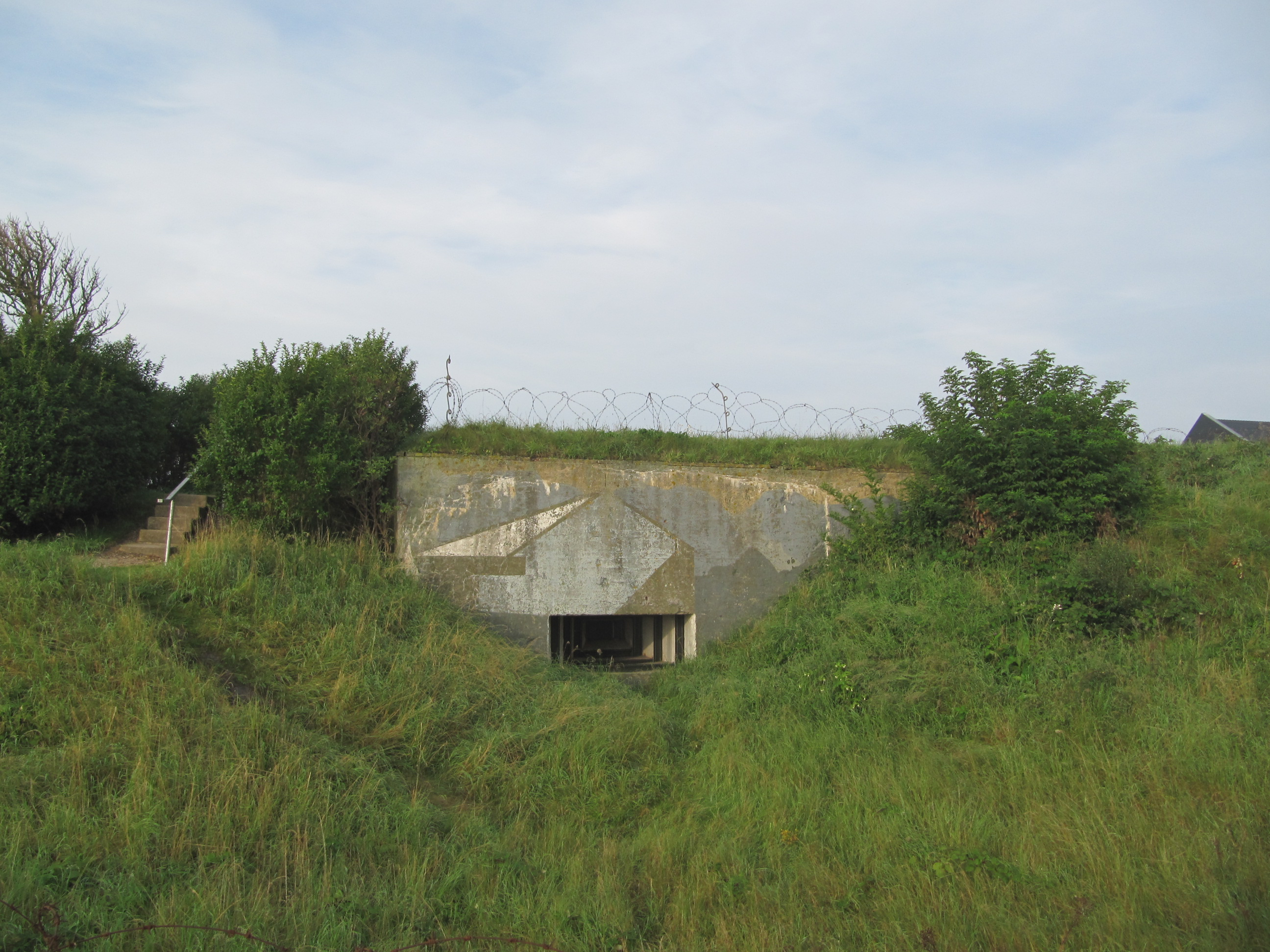
Kazemat IV
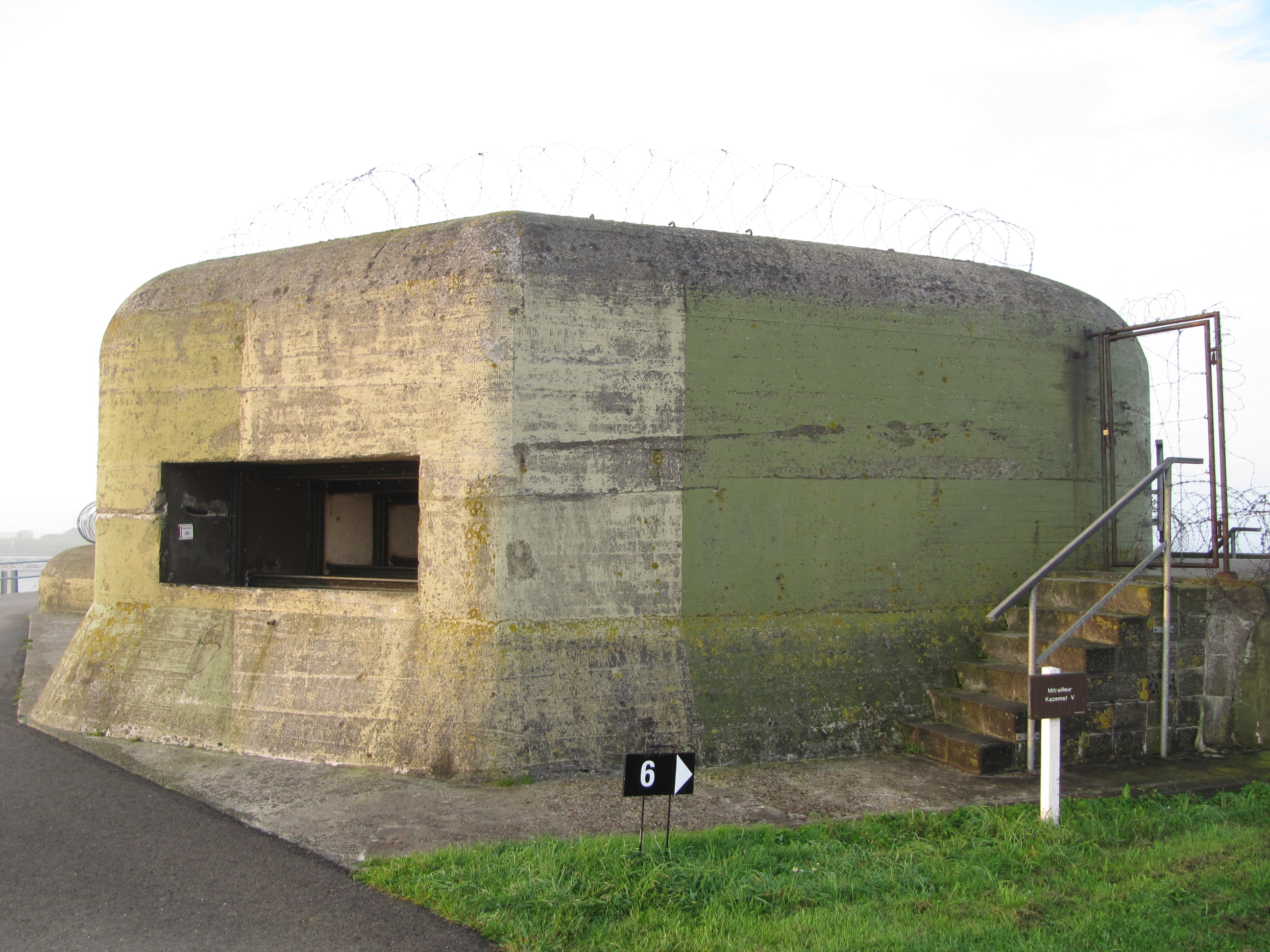
Kazemat V
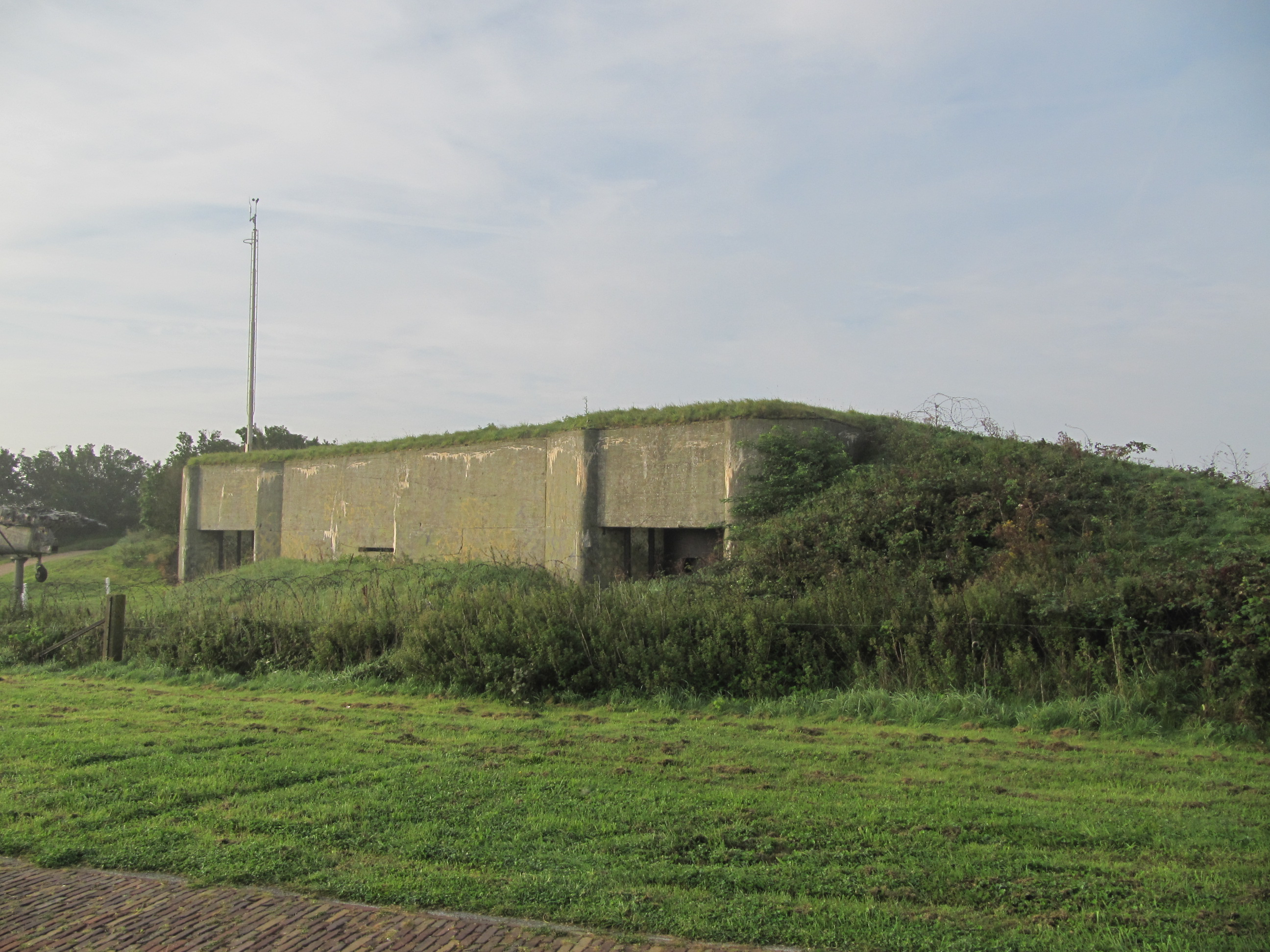
Kazemat VI
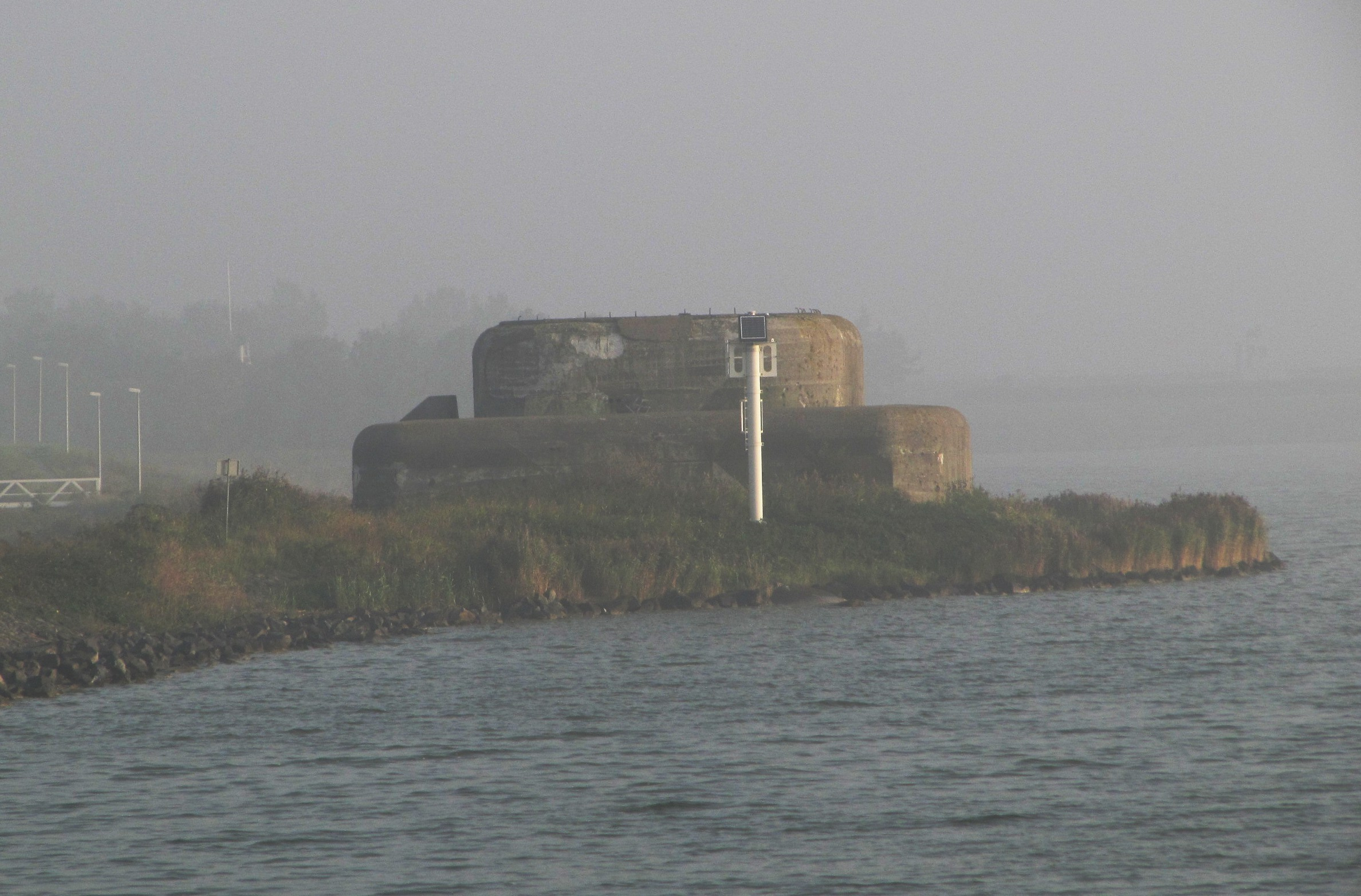
Kazemat VIII
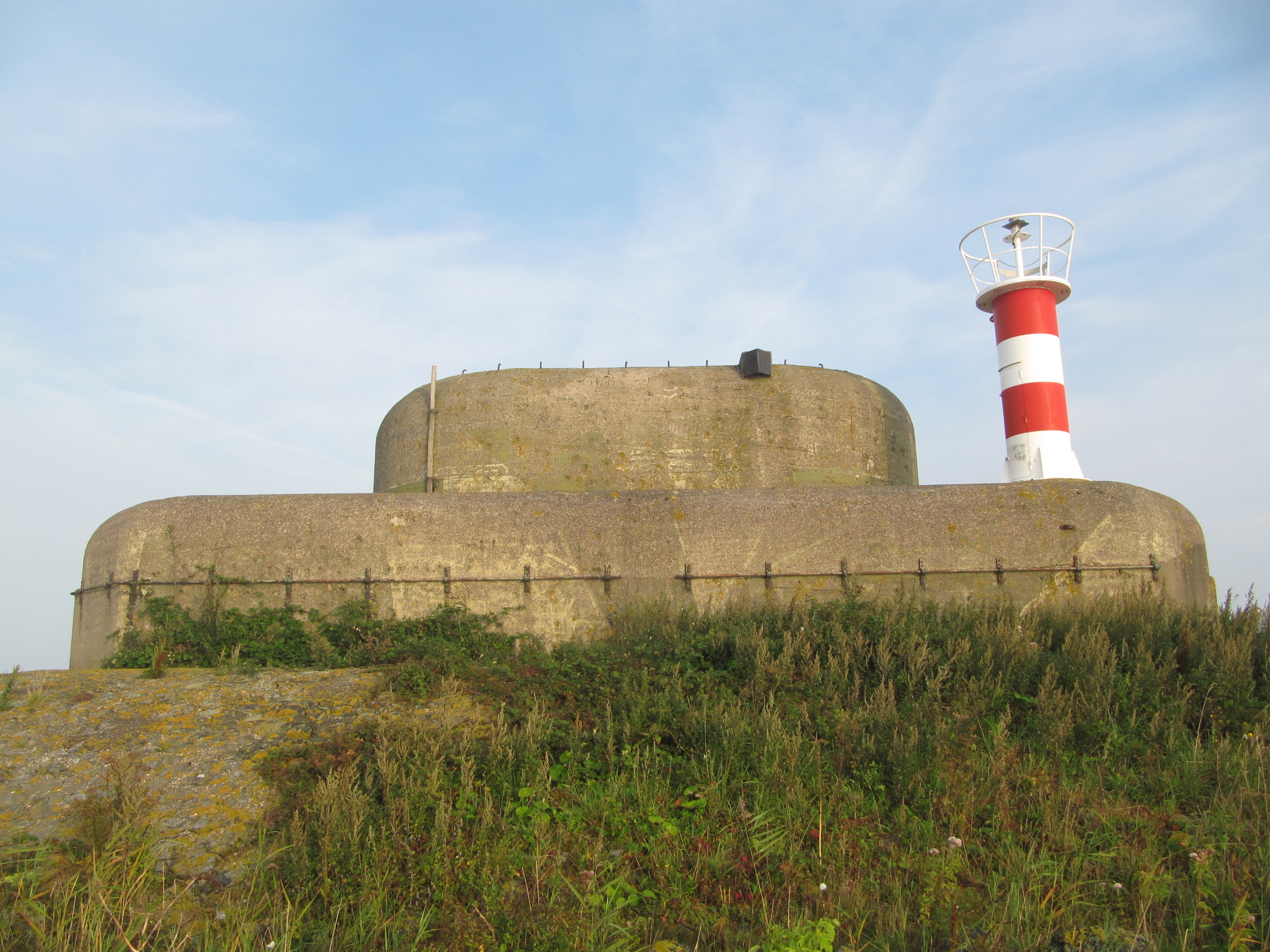
Kazemat IX
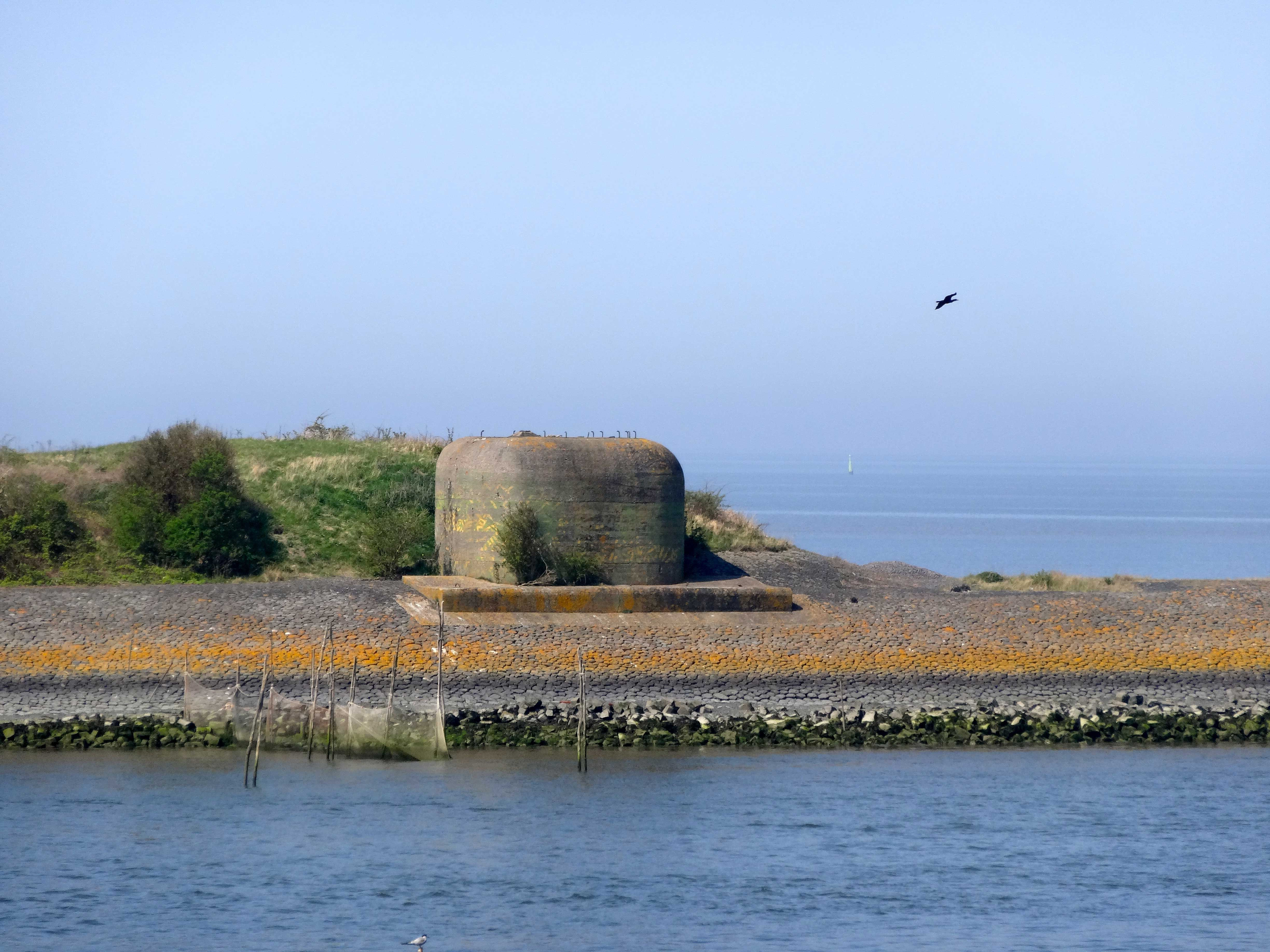
Kazemat XVI